# 460'erne
Århundreder: 4. århundrede – 5. århundrede – 6. århundrede
Årtier: 410'erne 420'erne 430'erne 440'erne 450'erne – 460'erne – 470'erne 480'erne 490'erne 500'erne 510'erne
År: 460 461 462 463 464 465 466 467 468 469